# Fool's Garden
Fool's Garden, bildad 1991, är en popgrupp från Tyskland. De hade en hit 1995 med "Lemon Tree".
Bandet släppte en greatest hits samling album i oktober 2009. Albumet, High Times, innehöll femton låtar, inklusive ett tidigare outgivet spår.

## Diskografi

### Album
- Fool's Garden (1991)
- Once in a Blue Moon (1993)
- Dish of the Day (1995)
- Go and Ask Peggy for the Principal Thing (1997)
- For Sale (2000)
- 25 Miles to Kissimmee (2003)
- Ready for the Real Life (2005)

### Singlar
- "Lemon Tree" (1995) (Storbritannien - #61 maj 1996 och #26 (återlansering) augusti 1996)
- "Wild Days" (1996)
- "Pieces" (1996)
- "Why Did She Go?" (1997)
- "Probably" (1997)
- "Rainy Day" (1998)
- "Suzy" (2000)
- "It Can Happen" (2000)
- "Happy (special tour edition)" (2000)
- "In the Name" (2001)
- "Dreaming"  (2001)
- "Closer" (2003)
- "Dreaming" (2004 års version) (2004)
- "Man of Devotion" (2005)
- "Does Anybody Know? / Welcome Sun" (2005)
- "Cold (italiensk promo)" (2005)
- "I Got a Ticket" (2006)